# 米子大瀑布
米子大瀑布（よなこだいばくふ）は、長野県須坂市米子にある滝。国指定名勝・日本の滝百選のひとつ。
2016年10月3日、権現滝・不動滝、周辺にあるその他十数条の滝を包括して米子瀑布群（よなこばくふぐん）として国の名勝に指定された。

## 概要
四阿山のカルデラを北に切る谷口を落ちる権現滝と不動滝という二つの滝からなる。外輪山のうち西側の根子岳北東麓の標高1,500m付近は急峻な岩崖が囲むように続いており、ここをカルデラ内の雨水を集めた米子川の支流が下って滝となっている。いずれも直瀑で、落差は権現滝が82メートル、不動滝が89メートルある。これだけの落差の滝が二つ並ぶというのは日本国内において珍しい。
両滝の水は周辺の渓流を合流させ、須坂市内を北西へと流れ、千曲川（長野県内における信濃川の呼称）に注ぐ。
1919年頃に建てられた宿泊兼休憩所があったが、2000年代に経営していたオーナーがなくなったため老朽化して廃墟となっていた。2018年から改修工事が行われ、2023年以降「根子岳山荘（ねこだけさんそう）」として再出発するプロジェクトが進んでいる。

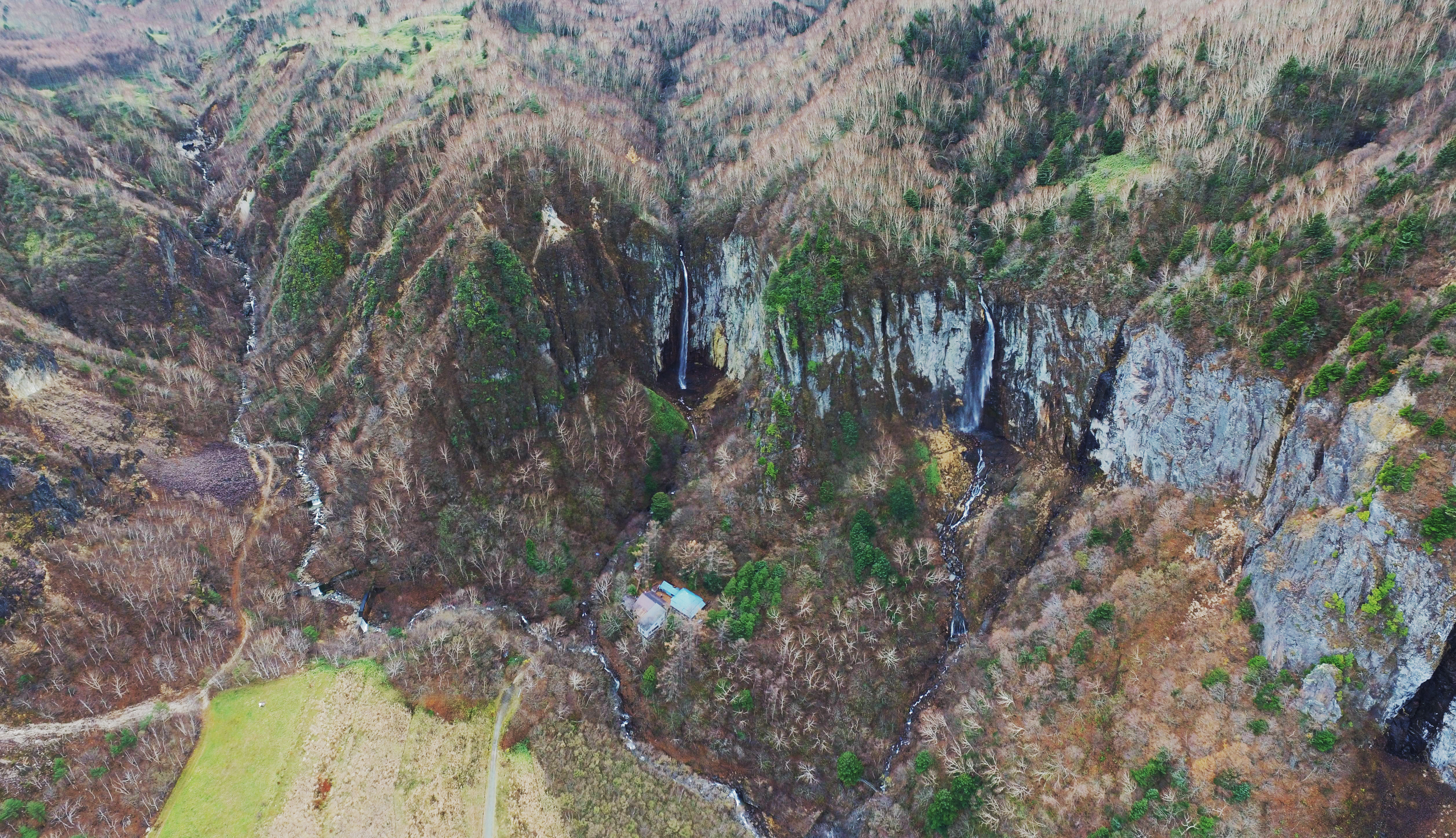
空撮

| 権現滝 |  | 不動滝 |
| 権現滝 |  | 不動滝 |

## 信仰
滝の中央麓に本尊不動明王と共に滝をご神体として崇める日本三大不動尊の一つに数えられる米子不動尊開山地奥之院本堂が建つ。本堂は江戸時代中期再建の須坂市指定有形文化財。
不動滝においては古来より禊ぎの場であり全国に知られた山岳修験道の聖地。養老2年(西暦718)泰澄大師の1番弟子浄定(きよさだ)により白山信仰がはじまり都の高僧・行基なども訪れた。戦国時代関東管領職に就いていた、上杉謙信の念持仏を川中島第4次合戦の帰りの途中、滝の中央の麓にあった現在の米子不動尊開山地奥之院本堂に安置し関東庶民の安寧を祈願し北条氏康・氏政への守りの祈願地とした。米子不動尊は古義真言宗の色を濃く遺している。また対岸には天台宗・天海大僧正の木喰行の弟子但唱上人が木喰行をした(奇妙山平遺跡)がある。木喰とは火を通さないものだけを食する修行。
2つの滝は米子不動尊の本尊不動明王立像と共に「ご神体」であり、不動滝は別名「白竜の滝」、権現滝は別名「黒竜の滝」、二つを総称して「双竜の滝」という名もある。

## アクセス
上信越自動車道・須坂長野東インターチェンジから国道403号、国道406号などを経由して約40分で無料駐車場に至る。大瀑布周辺には1周約1時間半の遊歩道が整備されている。駐車場から約900メートル、滝から流れ出した川の対岸に、旧・米子鉱山の鉱滓堆積場跡地に作られた公園がある。ここより眺望できる両滝は絶景である。
2019年10月の台風19号で林道が崩れて立ち入り禁止となっていたが、2023年5月23日に4年ぶりに開通した。